# Peter Gerdes

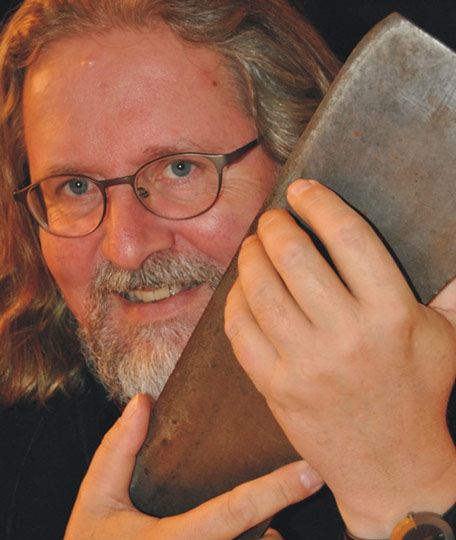
Peter Gerdes (2015)

Peter Gerdes (* 1955 in Emden) ist ein deutscher Schriftsteller.
Mit 16 Jahren fuhr Gerdes als Maschinenhelfer zur See. Nach dem Abitur war er für zwei Jahre Soldat auf Zeit und Funker der Bundesmarine. Er studierte Germanistik und Anglistik und war als Englischlehrer, Tiefbauarbeiter, Drucker und 18 Jahre als Zeitungsredakteur tätig.
Seine literarischen Anfänge begannen Ende der 1970er Jahre; er schreibt seit 1995 vor allem Kriminalliteratur und betätigt sich als Herausgeber. Er ist Mitglied im Verband deutscher Schriftstellerinnen und Schriftsteller (VS) und im "Syndikat", Leiter der "Ostfriesischen Krimitage" und des "Ostfriesischen Krimisommers". Er wurde für Literaturpreise im In- und Ausland nominiert.
Seit Dezember 2022 ist er Mitglied im PEN Berlin.
Gerdes lebt in Leer. Er ist verheiratet und hat drei Töchter. Im Juli 2022 scheiterte er als Kandidat der ZDF-Show Der Quiz-Champion im letzten Duell.

## Werke
Kommissar Stahnke
- Ein anderes Blatt, De Utrooper Verlag 1997
- Thors Hammer, De Utrooper Verlag 1997
- Ebbe und Blut, Soltau Kurier 1999, Neuausgabe Leda Verlag 2006
- Etappenmörder, Leda Verlag 2001, NA als Der Tod läuft mit, Leda Verlag 2006
- Stahnke und der Spökenkieker, Sammlung von Kurzgeschichten, Leda Verlag 2003
- Fürchte die Dunkelheit, Leda Verlag 2004
- Solo für Sopran, Leda Verlag 2005, Hörbuch 2006
- Der siebte Schlüssel, Leda Verlag 2007
- Quallen, Leda Verlag 2007
- Neuausgabe als Doppelband Ein anderes Blatt/Thors Hammer 2008 im Leda-Verlag
- Sand und Asche, Leda Verlag 2009
- Essener Dauerlieger, Kurzgeschichte 2009
- Wut und Wellen, Leda Verlag 2010
- Kurz und schmerzlos, Leda Verlag 3/2011
- Zorn und Zärtlichkeit, Leda Verlag 7/2011
- Der Fluch der goldenen Möwe, Leda Verlag 5/2013
- Langeooger Lügen, Leda Verlag 6/2014
- Ostfriesische Verhältnisse, Leda Verlag 9/2015
- Langeooger Serientester, Leda Verlag 4/2016
- Hetzwerk. Gmeiner Verlag 2021
- Verrat verjährt nicht. Gmeiner Verlag 2021
- Oldenburger Kohlkönig. Gmeiner Verlag 2022
- Ostfriesen morden anders. Gmeiner Verlag 2023

Einzelromane
- Friesisches Inferno, Leda Verlag, 2017, ISBN 978-3-86412-209-5

als Herausgeber
- Zum Morden in den Norden: Kriminelles aus Ostfriesland, Soltau Kurier 1999
- Mordkompott: Kriminelles zwischen Klütje und Kluntje, Leda Verlag 2000
- Das Mordsschiff und andere Kurzkrimis, Leda Verlag 2000
- Mordlichter: Kriminalstorys, Leda Verlag 2001
- Abrechnung bitte: eine mörderische Kneipentour, Rowohlt Verlag 2002
- Flossen hoch: Kriminelles zwischen Aal und Zander, Leda Verlag 2002
- Flossen höher: Kriminelles zwischen Fisch und Pfanne, Leda Verlag 2004
- Inselkrimis: Kriminelles zwischen Strand und Düne, Leda Verlag 2006
- Fiese Friesen: Kriminelles zwischen Deich und Moor, Leda Verlag 2007
- Unsere Ems: ein Lesebuch vom Leben am und im Fluß, zusammen mit Heike Gerdes, Leda Verlag 2009
- Friesisches Mordkompott herber Nachschlag: Kriminelles zwischen Kohl und Pinkel, mit Heike Gerdes, Leda Verlag 2009
- Friesische Mordkompott süßer Nachschlag: Kriminelles zwischen Moppen und Klaben, mit Heike Gerdes, Leda Verlag 2010
- Mordkompott Meerumschlungen: Kriminelles zwischen Schleswig und Holstein, mit Heike Gerdes, Leda Verlag 2011
- Westfälisches Mordkompott: Kriminelles zwischen Schinken und Wacholder, mit Uwe Voehl, Leda Verlag 2012